# Ebeko
De Ebeko (Russisch: Эбеко) is een vulkaan op het eiland Paramoesjir dat deel uitmaakt van de noordelijke Koerilen. Het eiland behoort thans tot Rusland, maar in het verleden tot Japan. De 1156 meter hoge sommavulkaan is een van de meest actieve vulkanen op de Koerilen. Tussen 1793 en 1991 vonden 11 uitbarstingen plaats. De zwaarste uitbarsting (VEI-3) was in 1859. De voorlaatste uitbarsting was op  27 september 2018 en de laatste op 29 december 2022 met twee aswolken die tot een hoogte van 3 km opstegen.